# Vanessa Suárez

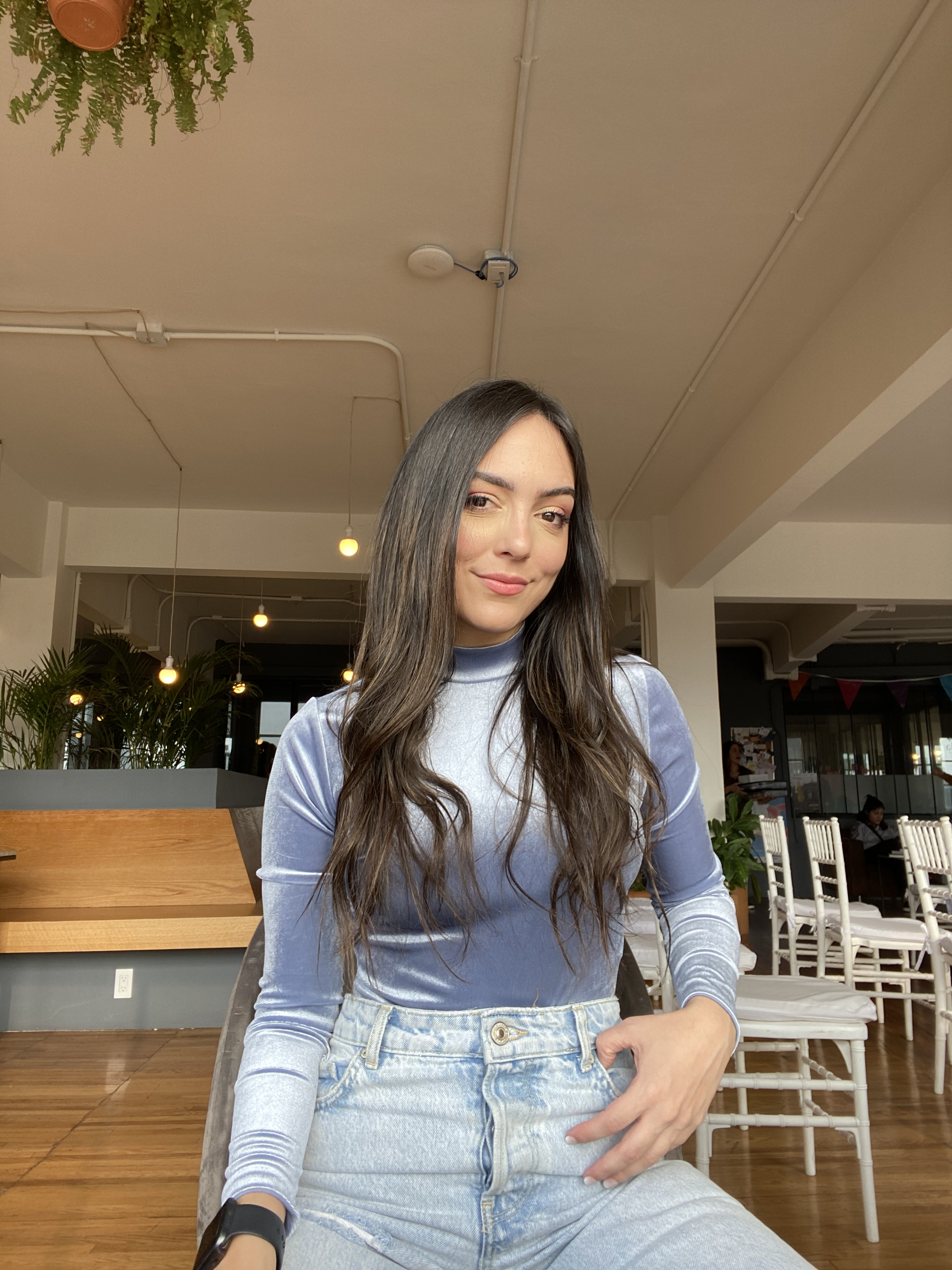
Vanessa Suarez (2019)

Vanessa Alexandra Suárez Trivella (sinh ngày 9 tháng 9 năm 1991) là một nữ diễn viên, ca sĩ và người mẫu người Venezuela, được biết đến với vai Vanessa trong loạt phim truyền hình Somos tú y yo và loạt phim spinoff Somos tú y yo, un nuevo día.

## Đầu đời
Suárez sinh ra ở Venezuela, Venezuela. Cô học ở trường trung học tại Colegio El Angel en Caracas. Cô tốt nghiệp trường Đại học Santa María năm 2011.

## Nghề nghiệp
Năm 2006, Vanessa Suárez có vai diễn bắt đầu cho Somos tú y yo, Suárez quyết định tham gia thử vai của bộ truyện và sau sáu tháng thử nghiệm, cô đã có được vai diễn của Vanessa, người bạn thân nhất của nhân vật chính của bộ truyện. Bộ này là sản phẩm hợp tác giữa Boomerang và Venevisión. Bộ phim được phát sóng ở Châu Mỹ Latinh, Châu Âu, Trung Đông và Châu Phi. Bộ phim được công chiếu vào ngày 15 tháng 1 năm 2008 bởi Boomerang ở Châu Mỹ Latinh và Châu Âu. Bộ phim kết thúc vào ngày 15 tháng 12 năm 2008 và tập cuối cùng của nó có và khán giả khoảng 9,8 triệu. Năm 2008, các diễn viên đã đi lưu diễn ở Venezuela, biểu diễn các bài hát trong sê-ri, và khi chương trình kết thúc vào năm 2009, một album tổng hợp gồm mười bài hát trong sê-ri, có tựa đề Somos tú y yo: un nuevo día đã được phát hành.
Năm 2008, Vanessa Suárez là người dẫn chương trình truyền hình, Día libre, được phát sóng bởi Venevisión và tham gia vở kịch, Anastasia và Công chúa Kira.
Năm 2009, Vanessa Suárez tham gia bộ truyện, Somos tú y yo, un nuevo día, đóng vai Nessa. Bộ này là một phần phụ của Somos tú y yo và được dựa trên bộ phim Greas của Mỹ. Bộ phim được công chiếu vào ngày 17 tháng 8 năm 2009 bởi Boomerang.
Năm 2011, Vanessa Suárez được nhà văn Alberto Barrera Tyszka chọn tham gia vào bộ phim truyền hình sắp tới của cô, El árbol de Gabriel, vai Marcela Brunatto. Việc quay phim telenovela vào ngày 6 tháng 7 năm 2011 và được công chiếu vào ngày 8 tháng 9 năm 2011 bởi Venevisión ở Venezuela. Sau đó, nó được công chiếu tại Mỹ Latinh, Hoa Kỳ, Ba Lan và Bulgaria.